# Schefflera forbesii
Schefflera forbesii är en araliaväxtart som beskrevs av Henry Nicholas Ridley. Schefflera forbesii ingår i släktet Schefflera och familjen araliaväxter.
Artens utbredningsområde är Papua Nya Guinea. Inga underarter finns listade.